# Brusy (gromada 1969–1972)
Brusy – dawna gromada, czyli najmniejsza jednostka podziału terytorialnego Polskiej Rzeczypospolitej Ludowej w latach 1954–1972.
Gromady, z gromadzkimi radami narodowymi (GRN) jako organami władzy najniższego stopnia na wsi, funkcjonowały od reformy reorganizującej administrację wiejską przeprowadzonej jesienią 1954 do momentu ich zniesienia z dniem 1 stycznia 1973, tym samym wypierając organizację gminną w latach 1954–1972.
Gromadę Brusy z siedzibą GRN w Brusach (wówczas wsi) utworzono 1 stycznia 1969 w powiecie chojnickim w woj. bydgoskim z obszaru zniesionych gromad Brusy Północ i Brusy Południe w tymże powiecie. Dla gromady ustalono 27 członków gromadzkiej rady narodowej.
1 stycznia 1972 do gromady Brusy włączono kolonię Asmus i leśnictwo Młynek ze zniesionej gromady Swornegacie w tymże powiecie.
Gromada przetrwała do końca 1972 roku, czyli do kolejnej reformy gminnej. 1 stycznia 1973 w powiecie chojnickim reaktywowano zniesioną w 1954 roku gminę Brusy.
Uwaga: Gromada Brusy (o innym składzie) istniała także w latach 1954–1961.